# Brytyjska kolonizacja Ameryki Północnej
Brytyjska kolonizacja Ameryki Północnej była politycznym, społecznym, odkrywczym i gospodarczym procesem, który rozpoczął się w drugiej połowie XVI wieku. Anglicy obok Hiszpanów i Portugalczyków byli najbardziej aktywnymi odkrywcami Ameryki Północnej. John Cabot (właściwie Giovanni Caboto, Włoch na służbie angielskiej) był pierwszym nowożytnym Europejczykiem, który wylądował na kontynencie amerykańskim. Anglicy jednak stosunkowo późno włączyli się do akcji kolonizacyjnej. Początkiem jej był królewski patent wydany przez królową Elżbietę I braciom Humphreyowi Gilbert i Walterowi Raleigh. Patent dawał prawo do:
[...] brania we władanie pogan i barbarzyńskich lądów, krajów i terytoriów nie należących dotąd do żadnego chrześcijańskiego władcy czy narodu.1
Patent przyznawał koloniom te same prawa, przywileje i obowiązki co mieszkańcom królestwa.

## Pierwsze próby
Pierwszą wyprawę kolonizacyjną zaaranżował Humphrey Gilbert w 1583. Jej celem były tereny dzisiejszego stanu Rhode Island. Dotarł na Nową Fundlandię i ogłosił akt aneksji do królestwa Anglii. Gilbert zaginął w czasie powrotnej podróży do Anglii. Dzieło kontynuował jego przyrodni brat Walter Raleigh. W 1584 jeden statek kierowany przez niego dotarł do wybrzeży Karoliny Północnej, gdzie na wyspie Roanoke utworzono zalążek kolonii. W 1587 przybyło do niej kolejnych 117 mężczyzn i kobiet z gubernatorem Johnem White. Początki kolonii były zachęcające. Raleigh udał się do Anglii w poszukiwaniu dalszego wsparcia i kolejnych ochotników. Wojna z Hiszpanią zatrzymała go w Europie dłużej niż planował, gdy w końcu powrócił do kolonii w 1590 został ją opuszczoną i splądrowaną. Nigdy nie odnaleziono śladów jej mieszkańców, między innymi najbliższej rodziny Raleigha. Najprawdopodobniej kolonia została zniszczona, a jej mieszkańcy wymordowani przez Indian, lub - co jest bardziej prawdopodobne - przez Hiszpanów.

## Kompania Wirgińska
Te tragiczne wydarzenia zahamowały brytyjską kolonizację na blisko dwadzieścia lat. Dopiero w 1606 król Jakub I Stuart założył Kompanię Wirgińską i Anglicy ponownie przystąpili do kolonizacji, tym razem z wielką energią. W ciągu następnych kilkunastu lat powstało dwanaście kolonii brytyjskich w Ameryce kontynentalnej oraz kilka innych na Karaibach. Bazując na doświadczeniach hiszpańskich, Anglicy  planowali oprzeć gospodarkę kolonii na wydobyciu metali szlachetnych i handlu z domniemanymi wysoko rozwiniętymi państwami indiańskimi, leżącymi - jak wówczas sądzono - w centralnej części kontynentu. Te rachuby się nie powiodły i podstawą gospodarki kolonii stało się rolnictwo – głównie uprawa tytoniu. 
Z czasem z Kompanii Wirgińskiej powstały następujące kolonie:
- Wirginia
- Maryland
- Nowa Anglia
  - New Haven
  - Connecticut
  - Rhode Island
  - Plymouth
  - Massachusetts
  - New Hampshire
  - Maine

## Kolonie środkowego Południa
- Karolina Północna
- Karolina Południowa
- Georgia

## Wywalczone kolonie środkowego wschodu
- Prowincja Nowy Jork
- New Jersey
- Pensylwania
- Delaware

## Kolonie północne
- Kanada
  - Górna Kanada
  - Dolna Kanada
- Nowy Brunszwik
- Nowa Fundlandia
- Nowa Szkocja
- Wyspa Księcia Edwarda
- Ziemia Ruperta
- Terytoria Północno-Zachodnie

## Kolonie zachodnie
- wyspa Vancouver
- Kolumbia Brytyjska

## Kolonie karaibskie
- Belize
- Honduras Brytyjski
- Kajmany
- Jamajka
- Wybrzeże Moskitów
- Turks
- Bahamy
- Małe Antyle
  - Wyspy Dziewicze
  - Saint Kitts
  - Nevis
  - Antigua
  - Gwadelupa
  - Dominika
  - Montserrat
  - Martynika
  - St. Vincent
  - Barbados
  - Grenada

oraz dwie kolonie w Ameryce Południowej:
- Tobago
- Trynidad